# Howler
Howler är  en EP av Songs: Ohia, utgiven 1 oktober 2001. Skivan utgavs i CD-format och var limiterad till 1 000 exemplar.

## Låtlista
Alla låtar är skrivna av Jason Molina
1. "Howler" - 13:04